# Volkstedt
Volkstedt est un village de Thuringe qui a été uni à la ville de Rudolstadt en 1921. Il se trouve au sud-ouest de la ville, près de la Saale. Volkstedt est surtout connu mondialement pour sa manufacture de porcelaine, aux figurines élégantes.

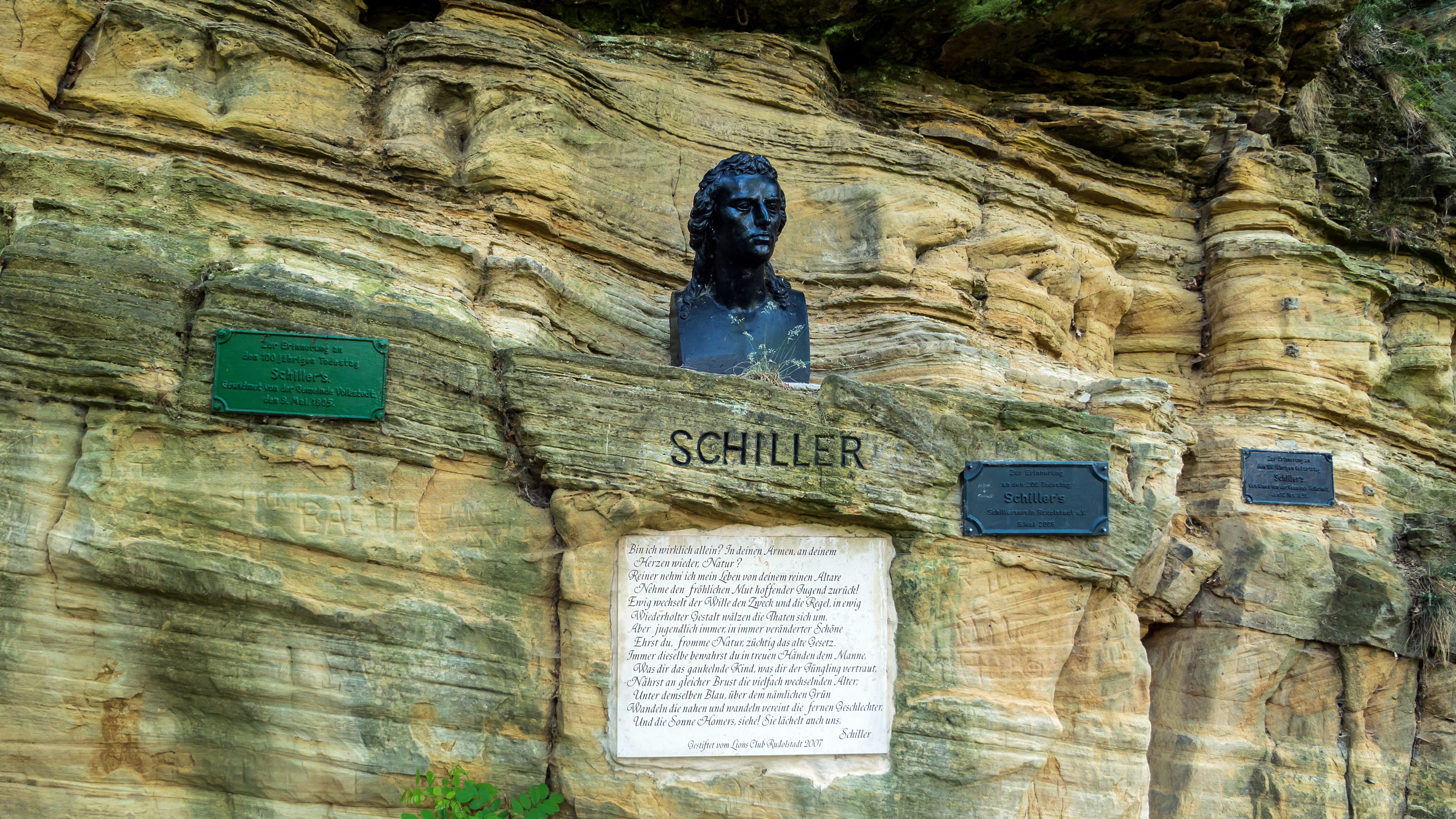
Buste de Schiller à Volkstedt.

Schiller y a séjourné en 1788 et y a trouvé l'inspiration pour son poème Das Lied von der Glocke (1799).
Lors des bombardements américains du 10 avril 1945 au-dessus de Saalfeld, Volkstedt a été détruit à 60 %, faisant 35 morts.

## Porcelaine de Volkstedt
C'est en 1760 que Georg Heinrich Macheleid, qui avait expérimenté le principe de la porcelaine à Sitzendorf, sollicite du prince Jean-Frédéric de Schwarzbourg-Rudolstadt le privilège d'ouvrir une manufacture dans la principauté. Le prince lui donne le privilège exclusif de l'ouvrir à Volkstedt, exclusif à condition qu'aucun autre ne puisse obtenir une production de qualité supérieure. En échange Macheleid est exempté de taxes pendant quatre ans et reçoit du bois pour ses fours.
Dès la fin du siècle, la manufacture, devenue de dimensions importantes, est connue en Europe entière. Elle fabrique aussi bien des services de table, que des candélabres, des figurines ou des vases.
La manufacture perd son privilège exclusif en 1832, ce qui permet à d'autres manufactures et ateliers d'ouvrir dans la région, comme celle de Müller-Volkstedt au milieu du siècle. La fin du XIXe siècle et le début du XXe siècle marquent une période d'apogée et c'est surtout entre les deux guerres que l'exportation de la porcelaine outre-atlantique se fait connaître.
La manufacture Müller-Volkstedt est entièrement détruite par les bombardements américains en 1945 et la famille propriétaire ouvre une autre usine en Irlande. Quant à la manufacture-mère de Volkstedt, sa production continue sous la république démocratique allemande et elle s'unit dans un combinat à d'autres unités de production, exportant sa porcelaine dans nombre de pays d'Europe de l'Est.
La marque Volkstedt est toujours reconnue aujourd'hui comme un fleuron de la porcelaine dite « porcelaine de Saxe ».

## Personnalités
- Johann Heinrich Abicht (1762-1816), philosophe